# Seznam maďarských filmových režisérů
Seznam maďarských filmových režisérů obsahuje přehled některých významných filmových režisérů, narozených nebo působících v Maďarsku. 

## A
- Pál Aczél (1885–1949)
- Ottó Ádám (1928–2010)
- Tamás Almási (* 1948)
- Ferenc András (* 1942)
- Imre Apáthi (1907–1960)
- Tamás Ardai (* 1954)
- Jolán Árvai (1947–2001)

## B
- Lauró István Bácskai (* 1933)
- Péter Bacsó (1928–2009)
- József Baky (Josef von Báky) (1902–1966)
- Béla Balázs (1884–1949)
- János Bali (* 1954)
- Béla Balogh (1885–1945)
- Zsolt Balogh (* 1950)
- Iván Bánki (* 1937)
- Viktor Bánky (1899–1967)
- Tamás Banovich (* 1925)
- Frigyes Bán (1902–1969)
- Róbert Bán (* 1925)
- Ábris Basilides (1915–1968)
- Csaba Bereczki (* 1966)
- Géza Bereményi (* 1946)
- Dániel Béres (* 1975)
- Péter Bergendy (* 1964)
- Zsolt Bernáth (* 1973)
- László Békeffy (1891–1962)
- István Bélai (1931–2004)
- Dániel Béres (* 1975)
- Kriszta Bódis (* 1967)
- Félix Bodrossy (1920–1983)
- Gábor Bódy (1946–1985)
- Csaba Bollók (* 1962)
- Géza Bolváry (1897–1961)
- Zoltán Boros (* 1939)
- Géza Böszörményi (1924–2004)
- Zsuzsa Böszörményi (* 1961)
- Béla Both (1910–2002)
- István Bródy (1882–1941)
- Sándor Buglya (* 1945)
- István Bujtor (1942–2009)

## C
- Ferenc Cakó (* 1950)
- Togay Can (* 1955)
- Miklós Csányi (1940–1997)
- András Cseh (* 1927)
- Jenő Csepreghy (1912–1978)
- Arzén Cserépy (1881–1958)
- Tibor Csermák (1927–1965)
- Ádám Csillag (* 1954)
- Tibor Csizmadia (* 1953)
- Gábor Csupó (* 1952)
- József Czencz (* 1952)
- Géza Cziffra (1900–1989)
- Zoltán Czigány (1965–2011)

## D
- Oszkár Damó (1886–1927)
- István Dárday (* 1940)
- Attila Dargay (1927–2009)
- József Daróczy (1885–1950)
- Krisztina Deák (* 1953)
- Alfréd Deésy (1877–1961)
- István Dékány (* 1940)
- Károly Deltai (* 1966)
- Zoltán Deme (* 1949)
- Gábor Dénes (* 1950)
- László Dévényi (1925–2006)
- György Dobray (* 1942)
- János Dömölky (* 1938)
- Károly Duló (* 1949)
- Zsombor Dyga (* 1975)

## E
- János Edelényi (* 1948)
- István Eiben (1902–1958)
- Judit Elek (* 1937)
- Judit Ember (1935–2007)
- Ildikó Enyedi (* 1955)
- Grünwald Mihály Erdei (* 1944)
- Miklós Erdély (1928–1986)
- Dániel Erdélyi (* 1973)
- Pál Erdőss (1947–2007)
- Károly Esztergályos (* 1941)

## F
- Ferenc Farkas (1879–1933)
- Ferenc Farkas (1905–2000)
- Zoltán Farkas (1913–1980)
- Péter Fábri (* 1949)
- Zoltán Fábri (1917–1994)
- Anna Faur (* 1978)
- György Fehér (1939–2002)
- Imre Fehér (1926–1975)
- Tamás Fejér (1920–2006)
- Pál Fejős (1898–1963)
- László FeLugossy (* 1947)
- Judit Felvidéki (* 1951)
- Emil Fenyő (1889–1980)
- Gábor Ferenczi (* 1950)
- András Fiáth (* 1955)
- Benedek Fliegauf (* 1974)
- Aladár Fodor (1879–1918)
- Antal Forgács (1881–1930)
- Péter Forgács (* 1950)
- Gergely Fogarasi (* 1977)
- Gábor Földes (1923–1958)

## G
- Béla Gaál (1893–1944)
- István Gaál (1933–2007)
- Pál Gábor (1932–1987)
- Sándor Garamszeghy (1879–1964)
- Márton Garas (1881–1930)
- Péter Gárdos (* 1948)
- Gyula Gazdag (* 1947)
- Lajos Gellért (1885–1963)
- József Gémes (* 1939)
- Mara Gere (* 1932)
- J. Béla Geröffy (1889–1925)
- Viktor Gertler (1901–1969)
- Attila Gigor (Galambos Attila) (* 1978)
- Krisztina Goda (* 1970)
- Frigyes Gödrös (* 1942)
- Sándor Góth (1869–1946)
- Péter Gothár (* 1947)
- Diána Groó (* 1973)
- Ferenc Grunwalsky (1943–2025)
- Gyula Gulyás (* 1944)
- János Gulyás (* 1946)
- Lívia Gyarmathy (* 1932)
- Bence Gyöngyössy (* 1963)
- Imre Gyöngyössy (1930–1994)
- István György (1899–1958)
- István György (* 1925)
- Líviusz Gyulai (* 1937)

## H
- Szabolcs Hajdu (* 1972)
- Miklós Hajdufy (* 1932)
- János Halász (1912–1995)
- Péter Halász (1944–2006)
- D. Ákos Hamza (1903–1993)
- Gábor Hanák (* 1944)
- Attila Heffner (* 1967)
- Gábor Herendi (* 1960)
- Anna Herskó (1920–2009)
- János Herskó (* 1926)
- György Hintsch (1925–2005)
- Nagy István Homoki (1914–1979)
- Ádám Horváth (* 1930)
- Árpád Horváth (1899–1944)
- Lili Horváth (* 1982)
- Zoltán Huszárik (1931–1981)

## I
- Jenő Illés (1877–1951)
- István Imre (1928–2007)
- Ágnes Incze (* 1955)

## J
- Miklós Jancsó (* 1921)
- Attila Janisch (* 1957)
- Marcell Jankovics (* 1941)
- Jenő Janovics (1872–1945)
- István Jelencki
- András Jeles (* 1945)
- Imre Jeney (1908–1996)
- Emil Justitz (1878–1932)

## K
- Barna Kabay (* 1948)
- Elemér Káldor (* 1949)
- László Kalmár (1900–1980)
- Zoltán Kamondi (* 1960)
- Iván Kapitány (* 1961)
- Ferenc Kardos (1937–1999)
- László Kardos (1905–1962)
- Sándor Kardos (* 1944)
- György Kárpáti (* 1933)
- Ilona Katkics (* 1925)
- András Kécza (* 1965)
- Márton Keleti (1905–1973)
- Bálint Kenyeres (* 1976)
- Gábor Kenyeres (1938–2001)
- Dóra Keresztes (* 1953)
- Dezső Kertész (1892–1965)
- Pál Kertész (1909–1970)
- Zsolt Kézdi-Kovács (* 1936)
- Sándor Kígyós (* 1939)
- József Kis (1917–1990)
- András Kisfaludy (* 1950)
- Tibor Klöpfler (* 1953)
- Ágnes Kocsis (* 1971)
- Ágoston Kollányi (1913–1988)
- László Kollár-Klemencz (* 1966)
- Ilona Kolonits (1922–2002)
- János Koltai (* 1935)
- Lajos Koltai (* 1946)
- Róbert Koltai (* 1943)
- Gábor Koltay (* 1950)
- Zoltán Korda (1895–1961)
- Ferenc Kósa (* 1937)
- András Kovács (* 1925)
- Gusztáv Kovács (1895–1969)
- Klaudia Kovács
- György Kovásznai (1934–1983)
- György Kürthy (1882–1972)

## L
- Károly Lajthay (1885–1945)
- Róbert Lakatos (* 1968)
- László Lantos (* 1955)
- András Lányi (* 1948)
- Váradi Gyula László (* 1944)
- István Lázár (1907–1948)
- Lajos Lázár (1885–1936)
- János Lestár (1931–2011)
- Lóránt Lukács (* 1934)

## M
- Gyula Maár (* 1934)
- Gyula Macskássy (1912–1971)
- Kati Macskássy (1942–2008)
- József Madaras (1937–2007)
- István Madarász (* 1976)
- József Magyar (1928–1998)
- Károly Makk (1925-2017)
- Frigyes Mamcserov (1923–1997)
- János Manninger (1901–1946)
- Félix Máriássy (1915–1975)
- Miklós Markos (1924–2000)
- László Márkus (1882–1948)
- Zoltán Maros (* 1950)
- László Martinidesz (1953–2009)
- Emil Martonffy (1904–1983)
- Dóra Maurer (* 1937)
- Áron Mátyássy (* 1978)
- Ernő Metzner (1892–1953)
- Adolf Mérei (1877–1918)
- Gyula Mészáros (* 1928)
- Péter Mészáros (* 1969)
- Márta Mészárosová (* 1931)
- Imre Mihályfi (* 1930)
- Sándor Mihályfy (1937–2007)
- Bence Miklauzić (* 1970)
- Attila Mispál (* 1966)
- Domokos Moldován (* 1943)
- László Mönich (1926–1987)
- András Mész Monory (* 1954)
- Kornél Mundruczó (* 1975)

## N
- Sándor Nádas (1883–1942)
- Kálmán Nádasdy (1904–1980)
- Viktor Oszkár Nagy
- László Nemere (1928–2005)
- Gyula Nemes (* 1974)
- László Nemes (* 1977)
- Antal Németh (1903–1968)
- József Nepp (* 1934)
- Emil Novák (* 1954)
- Márk Novák (1935–1972)

## O
- Gusztáv Oláh (1901–1956)
- Kálmán Ondrejcsik (1934–1994)
- Dénes Orosz (* 1977)
- István Orosz (* 1951)
- András Osvát (* 1946)

## P
- Ágoston Pacséry (1903–1977)
- Róbert Pajer (* 1959)
- György Palásthy (1931–2012)
- György Pálfi (* 1974)
- Lajos Pánczél (1897–1971)
- Géza Pártos (1917–2003)
- Béla Pásztor (1894–1966)
- M. Miklós Pásztory (1875–1922)
- Sparrow Pater (* 1978)
- Alajos Paulus (1925–2011)
- András Péterffy (* 1946)
- Imre Pintér (1864–1946)
- Gergely Pohárnok (* 1968)
- Zsolt Pozsgai (* 1960)
- Andor Pünkösti (1892–1944)

## R
- Mihály Ráday (* 1942)
- Márk Radnai (* 1988)
- Géza von Radványi (1907–1986)
- László Ranódy (1919–1983)
- Ákos Ráthonyi (1908–1969)
- Sándor Reisenbüchler (1935–2004)
- Gábor Reisz (* 1980)
- Tamás Rényi (1929–1980)
- György Révész (1927–2003)
- Zsolt Richly (* 1941)
- Endre Rodriguez (1899–1975)
- Ferenc Rofusz (* 1946)
- Dénes Rónai (1875–1964)
- János Rózsa (* 1937)

## S
- András Salamon (* 1956)
- Pál Sándor (* 1939)
- László Sántha (* 1949)
- Sándor Sára (* 1933)
- István Sas (* 1948)
- Tamás Sas (* 1957)
- István Seregély (* 1950)
- Pál Schiffer (1939–2001)
- Szilveszter Siklósi (* 1944)
- Pál Siklóssy (1889–?)
- Sándor Simó (1934–2001)
- András Sipos (* 1936)
- László Sipos (1918–1944)
- András Sólyom (* 1951)
- Tamás Somló (1929–1993)
- Árpád Sopsits (* 1952)
- Mária Sós (1948–2011)
- Pater Sparrow (* 1978)
- Angéla Stefanovics (* 1978)
- András Surányi (* 1952)
- Attila Szabó (1936–1998)
- István Szabó (* 1938)
- László Szabó (* 1936)
- Szabolcs Szabó (1927–2003)
- Péter Szajki (* 1980)
- István Szaladják (* 1962)
- Sándor Szalkai (1934–1996)
- Zoltán Szalkai (* 1961)
- Erika Szántó (* 1941)
- János Szász (* 1958)
- Péter Szász (1927–1983)
- István Székely (1899–1979)
- Orsolya Székely (* 1947)
- György Szemadám (* 1947)
- Marianne Szemes (1924–2003)
- Mihály Szemes (1920–1977)
- Miklós Szíjj (1936–1983)
- János Szikora (* 1950)
- Varga Zoltán Szilágyi (* 1951)
- András Szirtes (* 1951)
- Péter Szoboszlay (* 1937)
- András Szőke (* 1962)
- György Szomjas (* 1940)
- G. Sándor Szőnyi (1928–2012)
- Gyula Szőreghy (1887–1943)
- István Szőts (1912–1998)

## T
- János Tari (* 1957)
- Béla Tarr (* 1955)
- Béla Ternovszky (* 1943)
- Péter Tímár (* 1950)
- István Tímár (* 1926)
- Can Togay (* 1955)
- Ferenc Török (* 1971)
- Barnabás Tóth (* 1977)
- Endre Tóth (1912–2002)
- M. Tóth Géza (* 1970)
- János Tóth (* 1930)
- Pál Tóth (* 1952)

## U
- Mészáros Károly Ujj (* 1968)
- Gábor Ulrich (* 1967)

## V
- B. András Vágvölgyi
- Zoltán Vámos (* 1982)
- Ágota Varga (* 1954)
- Csaba Varga (* 1945)
- Mihály Várkonyi (Victor Varkoni) (1891–1976)
- Zoltán Várkonyi (1912–1979)
- Ferenc Varsányi (* 1950)
- Márton Vécsei (* 1973)
- Péter Vékás (* 1950)
- Ferenc Vendrey (1858–1940)
- László Vitézy (* 1940)
- Roland Vranik (* 1968)

## W
- Károly Wiedermann (1930–1997)

## X
- Gábor Xantus (* 1954)
- János Xantus (* 1953)

## Z
- Sándor Zákonyi (1915–1981)
- Pál Zolnay (1928–1995)
- Dezső Zsigmond (* 1956)
- Béla Zsitkovszky (?1867–?1930)
- János Zsombolyai (* 1939)
- Éva Zsurzs (1925–1997)